# Афогнак
Афогнак е остров в Аляска, САЩ. Площта му е 1812,6 km², което го прави 18-ия по площ остров на САЩ. Крайбрежието му е силно начленено от дълги заливи.

## География
Островът е разположен североизточно от Кодиак. Отделен е на около 5 km от него, а посредством пролива Шелихов от полуостров Аляска. Част е от кодиакския архипелаг и е втори по големина. Дължината му е 69 km, ширината е 37 km, а най-високата му точка 776 m.

## Природа
Островът е покрит от гъсти гори. Обитаван е от кафяви мечки, лосове, рузвелтов благороден и черноопашат елен. Посещаван е от много туристи заради риболова и отстрела на дивеч. През 1980 година става част от Аляския морски национален резерват.

## Население
Към 2000 г. населението наброява 169 души, основно дървосекачи и рибари. Има нетоляма общност от руснаци старообредци.